# Hôpital général juif
Ne doit pas être confondu avec Ancien hôpital général de Montréal ou Hôpital général de Montréal.
Pour les articles homonymes, voir HGJ et JGH.
L'Hôpital général juif ou HGJ (nom complet, Hôpital général juif Sir Mortimer B. Davis ; en anglais : Jewish General Hospital ou JGH) est un hôpital universitaire de l'Université McGill situé au 3755 chemin de la Côte-Sainte-Catherine à Montréal (Québec, Canada). Il fait partie du CIUSSS du Centre-Ouest-de-l’Île-de-Montréal depuis 2015. 
Il a ouvert en 1934, pour servir tout le monde, sans distinction religieuse. L'hôpital compte 637 lits. C'est de cette institution qu'il s'agit quand, à Montréal, les francophones disent (populairement) le « Jewish ».

## Histoire
L'Hôpital général juif, qui a ouvert ses portes en 1934 avec 150 lits, six chirurgiens et médecins, a été fondé en tant qu'hôpital général, ouvert à tous les patients, sans distinction de race, de religion, de langue ou d'origine ethnique. L'hôpital a été fondé en réponse au manque de lits dans les hôpitaux de Montréal, mais surtout, en réponse à la discrimination dont faisaient objet les patients et professionnels de la santé de la communauté juive de l'époque,,. Bien qu'il fasse partie du système de santé du Québec et qu'il soit fonctionnellement bilingue (français et anglais), l'hôpital continue d'être géré principalement par des membres de la communauté juive.
En 1969, l'hôpital a fondé l'Institut Lady Davis pour la recherche médicale, qui lui est affilié. L'institut est aujourd'hui un des centres de recherche les plus importants et les plus influents du Canada.

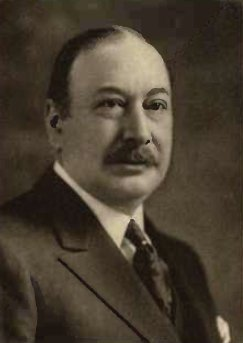
Mortimer B. Davis

À sa mort en 1928, Mortimer B. Davis, un industriel montréalais, a laissé 75 % de sa fortune pour la construction d'un hôpital public juif qui portera son nom. Cependant, il stipule que les fonds seront investis pendant 50 ans afin d'atteindre une somme capable de financer un hôpital important. C'est ainsi qu'en 1978, 10 millions de dollars canadiens de la succession Davis sont donnés à l'Hôpital général juif de Montréal, déjà existant, qui est rebaptisé à l'occasion Hôpital général juif Sir Mortimer B. Davis.
En 2009, avec l'apparition de son nouveau logo, le nom usuel de l'hôpital est redevenu « Hôpital général juif ». 
À l'avant-garde dans plusieurs domaines médicaux, l'HGJ a été l'un des premiers hôpitaux au Canada à ouvrir une division de chirurgie colorectale en 1974. 
En 2023, l'hôpital est classé parmi les trois meilleurs hôpitaux au Québec et parmi les dix meilleurs au Canada  selon un sondage sur les meilleurs hôpitaux au monde du magazine Newsweek. Il se classe pour la troisième année consécutive parmi les meilleurs employeurs au Canada, selon un sondage du magazine Forbes.  

## Institut Lady Davis pour la recherche médicale
L'Institut Lady Davis pour la recherche médicale (ILD) est la branche de recherche de l'Hôpital général juif Sir Mortimer B. Davis et a des liens universitaires étroits avec l'Université McGill.
Fondé en 1969, l'institut compte près de 200 chercheurs et est un important institut de recherche biomédicale nord-américain. Ses chercheurs ont réalisé des percées majeures dans les domaines du VIH/sida, du vieillissement, du cancer, des maladies cardiovasculaires, de l'épidémiologie et des sciences psychosociales.
L'Institut Lady Davis s'intéresse actuellement à quatre grands axes de recherche :
- le cancer (Centre du cancer Segal) ;
- l'épidémiologie ;
- la médecine moléculaire et régénérative (incluant les cellules souches, les maladies hémovasculaires, le vieillissement et le VIH/sida) ;
- les aspects psychosociaux de la maladie.